# 안토니오 데 라 크루스
안토니오 데 라 크루스(1947년 5월 7일 ~ )는 스페인의 은퇴한 축구 선수이다.

## 국가대표 경력
그는 1972년 스페인대표팀에 데뷔했다. 그는 1978년 FIFA 월드컵 대표 선수로 선발되었다. 그는 국제 A매치 6경기에 출전했다.

## 통계
| 스페인 | 스페인 | 스페인 |
| 연도   | 출전   | 골     |
| ------ | ------ | ------ |
| 1972   | 3      | 0      |
| 1973   | 0      | 0      |
| 1974   | 0      | 0      |
| 1975   | 0      | 0      |
| 1976   | 0      | 0      |
| 1977   | 0      | 0      |
| 1978   | 3      | 0      |
| 합계   | 6      | 0      |